# 1104 Syringa
1104 Syringa (1928 XA) là một tiểu hành tinh vành đai chính. Nó được phát hiện bởi Karl Wilhelm Reinmuth ở Landessternwarte Heidelberg-Königstuhl ở Heidelberg, Đức, ngày 9 tháng 12 năm 1928.